# 水中造形センター
水中造形センター（すいちゅうぞうけいセンター）はかつて旅行業・出版業・イベントを手掛けていた企業。

## 概要
- 水中写真家舘石昭が1958年に設立[2]。1977年12月24日に株式会社となる。
- 1969年に出版界に進出、日本初のスクーバダイビング雑誌「マリンダイビング」を創刊。当時はB5判の48ページだった。1976年に月刊化、2015年12月号に600号を達成[3]。1988年に世界初の水中写真誌「マリンフォト」を創刊[4]。その後写真集やガイドブックを手掛けていた。
- 1990年に旅行部を設置。1993年に「マリンダイビングフェア」を開始[5]。
- 最高の売上高は、1997年9月期の13億1000万円で、2005年になると10億を割り込み、出版不況の煽りで売り上げは漸減した[6]。2021年7月12日に事業を停止して事後処理を弁護士に一任[7]。同年7月30日に東京地方裁判所から破産手続開始決定を受けた[1]。運営した「マリンダイビングweb」はマリンクリエイティブに譲渡[8]。

## 雑誌
- マリンダイビング（1969年創刊）
- 海と島の旅（1978年創刊）
- マリンフォト（1988年創刊）